# Grand Prix Brazylii 2018
Grand Prix Brazylii 2018, oficjalnie Formula 1 Grande Prêmio Heineken do Brasil 2018 – dwudziesta eliminacja Mistrzostw Świata Formuły 1 w sezonie 2018. Grand Prix odbyło się w dniach 9–11 listopada 2018 roku na torze Autódromo José Carlos Pace w São Paulo.

## Lista startowa
Źródło: Wyprzedź Mnie!
| Nr | Kierowca           | Zespół                           | Samochód                      | Silnik            | Opony |
| -- | ------------------ | -------------------------------- | ----------------------------- | ----------------- | ----- |
| 2  | Stoffel Vandoorne  | McLaren F1 Team                  | McLaren MCL33                 | Renault 1.6T V6   | P     |
| 3  | Daniel Ricciardo   | Aston Martin Red Bull Racing     | Red Bull RB14                 | TAG Heuer 1.6T V6 | P     |
| 5  | Sebastian Vettel   | Scuderia Ferrari                 | Ferrari SF71H                 | Ferrari 1.6T V6   | P     |
| 7  | Kimi Räikkönen     | Scuderia Ferrari                 | Ferrari SF71H                 | Ferrari 1.6T V6   | P     |
| 8  | Romain Grosjean    | Haas F1 Team                     | Haas VF-18                    | Ferrari 1.6T V6   | P     |
| 9  | Marcus Ericsson    | Alfa Romeo Sauber F1 Team        | Sauber C37                    | Ferrari 1.6T V6   | P     |
| 10 | Pierre Gasly       | Red Bull Toro Rosso Honda        | Toro Rosso STR13              | Honda 1.6T V6     | P     |
| 11 | Sergio Pérez       | Racing Point Force India F1 Team | Force India VJM11             | Mercedes 1.6T V6  | P     |
| 14 | Fernando Alonso    | McLaren F1 Team                  | McLaren MCL33                 | Renault 1.6T V6   | P     |
| 16 | Charles Leclerc    | Alfa Romeo Sauber F1 Team        | Sauber C37                    | Ferrari 1.6T V6   | P     |
| 18 | Lance Stroll       | Williams Martini Racing          | Williams FW41                 | Mercedes 1.6T V6  | P     |
| 20 | Kevin Magnussen    | Haas F1 Team                     | Haas VF-18                    | Ferrari 1.6T V6   | P     |
| 27 | Nico Hülkenberg    | Renault Sport Formula One Team   | Renault R.S.18                | Renault 1.6T V6   | P     |
| 28 | Brendon Hartley    | Red Bull Toro Rosso Honda        | Toro Rosso STR13              | Honda 1.6T V6     | P     |
| 31 | Esteban Ocon       | Racing Point Force India F1 Team | Force India VJM11             | Mercedes 1.6T V6  | P     |
| 33 | Max Verstappen     | Aston Martin Red Bull Racing     | Red Bull RB14                 | TAG Heuer 1.6T V6 | P     |
| 34 | Nicholas Latifi    | Racing Point Force India F1 Team | Force India VJM11             | Mercedes 1.6T V6  | P     |
| 35 | Siergiej Sirotkin  | Williams Martini Racing          | Williams FW41                 | Mercedes 1.6T V6  | P     |
| 36 | Antonio Giovinazzi | Alfa Romeo Sauber F1 Team        | Sauber C37                    | Ferrari 1.6T V6   | P     |
| 44 | Lewis Hamilton     | Mercedes AMG Petronas Motorsport | Mercedes AMG F1 W09 EQ Power+ | Mercedes 1.6T V6  | P     |
| 47 | Lando Norris       | McLaren F1 Team                  | McLaren MCL33                 | Renault 1.6T V6   | P     |
| 55 | Carlos Sainz Jr.   | Renault Sport Formula One Team   | Renault R.S.18                | Renault 1.6T V6   | P     |
| 77 | Valtteri Bottas    | Mercedes AMG Petronas Motorsport | Mercedes AMG F1 W09 EQ Power+ | Mercedes 1.6T V6  | P     |
| Nr | Kierowca           | Zespół                           | Samochód                      | Silnik            | Opony |

## Wyniki

### Sesje treningowe
Źródło: Wyprzedź Mnie!
| Sesja | Nr | Kierowca         | Konstruktor | Czas     | Okr. |
| ----- | -- | ---------------- | ----------- | -------- | ---- |
| 1     | 33 | Max Verstappen   | Red Bull    | 1:09,011 | 16   |
| 2     | 77 | Valtteri Bottas  | Mercedes    | 1:08,846 | 48   |
| 3     | 5  | Sebastian Vettel | Ferrari     | 1:07,948 | 17   |

### Kwalifikacje
Źródło: Wyprzedź Mnie
| Poz. | Nr | Kierowca          | Konstruktor | Q1       | Q2       | Q3       | Poz. s. |
| --- | --- | ----------------- | ----------- | -------- | -------- | -------- | ------- |
| 1 | 44 | Lewis Hamilton    | Mercedes    | 1:08,464 | 1:07,795 | 1:07,281 | 1       |
| 2 | 5 | Sebastian Vettel  | Ferrari     | 1:08,452 | 1:07,776 | 1:07,374 | 2       |
| 3 | 77 | Valtteri Bottas   | Mercedes    | 1:08,492 | 1:07,727 | 1:07,441 | 3       |
| 4 | 7 | Kimi Räikkönen    | Ferrari     | 1:08,452 | 1:08,028 | 1:07,456 | 4       |
| 5 | 33 | Max Verstappen    | Red Bull    | 1:08,205 | 1:08,017 | 1:07,778 | 5       |
| 6 | 3 | Daniel Ricciardo  | Red Bull    | 1:08,544 | 1:08,055 | 1:07,780 | 11      |
| 7 | 9 | Marcus Ericsson   | Sauber      | 1:08,754 | 1:08,579 | 1:08,296 | 6       |
| 8 | 16 | Charles Leclerc   | Sauber      | 1:08,667 | 1:08,335 | 1:08,492 | 7       |
| 9 | 8 | Romain Grosjean   | Haas        | 1:08,735 | 1:08,239 | 1:08,517 | 8       |
| 10 | 10 | Pierre Gasly      | Toro Rosso  | 1:09,046 | 1:08,616 | 1:09,029 | 9       |
| 11 | 20 | Kevin Magnussen   | Haas        | 1:08,474 | 1:08,659 |          | 10      |
| 12 | 11 | Sergio Pérez      | Force India | 1:09,217 | 1:08,741 |          | 12      |
| 13 | 31 | Esteban Ocon      | Force India | 1:09,264 | 1:08,770 |          | 18      |
| 14 | 27 | Nico Hülkenberg   | Renault     | 1:09,009 | 1:08,834 |          | 13      |
| 15 | 35 | Siergiej Sirotkin | Williams    | 1:09,259 | 1:10,381 |          | 14      |
| 16 | 55 | Carlos Sainz Jr.  | Renault     | 1:09,269 |          |          | 15      |
| 17 | 28 | Brendon Hartley   | Toro Rosso  | 1:09,280 |          |          | 16      |
| 18 | 14 | Fernando Alonso   | McLaren     | 1:09,402 |          |          | 17      |
| 19 | 18 | Lance Stroll      | Williams    | 1:09,441 |          |          | 19      |
| 20 | 2 | Stoffel Vandoorne | McLaren     | 1:09,601 |          |          | 20      |
| Poz. | Nr | Kierowca          | Konstruktor | Q1       | Q2       | Q3       | Poz. s. |
| \| Legenda \| Legenda \| \| ------------------------ \| ---------------------------------------------------------------------------------------------------------------------------------------------------------------------------------------------------------------------------------------------------------------- \| \| Poz. Nr Q1 Q2 Q3 Poz. s. \| Pozycja zajęta w sesji kwalifikacyjnej Numer startowy kierowcy Wynik uzyskany w pierwszej części kwalifikacji Wynik uzyskany w drugiej części kwalifikacji Wynik uzyskany w trzeciej części kwalifikacji Pozycja startowa po uwzględnięniu kar, przesunięć, itp. \| | |                   |             |          |          |          |         |
| Legenda | |                   |             |          |          |          |         |
| Poz. Nr Q1 Q2 Q3 Poz. s. | Pozycja zajęta w sesji kwalifikacyjnej Numer startowy kierowcy Wynik uzyskany w pierwszej części kwalifikacji Wynik uzyskany w drugiej części kwalifikacji Wynik uzyskany w trzeciej części kwalifikacji Pozycja startowa po uwzględnięniu kar, przesunięć, itp. |                   |             |          |          |          |         |

Uwagi
1. ↑  Daniel Ricciardo otrzymał karę cofnięcia o pięć pozycji za wymiane turbosprężarki.
2. ↑  Esteban Ocon otrzymał karę cofnięcia o pięć pozycji za nieplanowaną wymianę skrzyni biegów.

### Wyścig
Źródło: Wyprzedź Mnie!
| P                 | + / –     | Nr | Kierowca          | Konstruktor | Okr. | Czas / Strata | Komentarz          |
| ----------------- | --------- | -- | ----------------- | ----------- | ---- | ------------- | ------------------ |
| 1                 | Bez zmian | 44 | Lewis Hamilton    | Mercedes    | 71   | 1h27m09,066   |                    |
| 2                 | 3         | 33 | Max Verstappen    | Red Bull    | 71   | +0:01,469     |                    |
| 3                 | 1         | 7  | Kimi Räikkönen    | Ferrari     | 71   | +0:04,764     |                    |
| 4                 | 7         | 3  | Daniel Ricciardo  | Red Bull    | 71   | +0:05,193     |                    |
| 5                 | 2         | 77 | Valtteri Bottas   | Mercedes    | 71   | +0:22,943     |                    |
| 6                 | 4         | 5  | Sebastian Vettel  | Ferrari     | 71   | +0:26,997     |                    |
| 7                 | Bez zmian | 16 | Charles Leclerc   | Sauber      | 71   | +0:44,199     |                    |
| 8                 | Bez zmian | 8  | Romain Grosjean   | Haas        | 71   | +0:51,230     |                    |
| 9                 | 1         | 20 | Kevin Magnussen   | Haas        | 71   | +0:52,857     |                    |
| 10                | 2         | 11 | Sergio Pérez      | Force India | 70   | +1 okr.       |                    |
| 11                | 5         | 28 | Brendon Hartley   | Toro Rosso  | 70   | +1 okr.       |                    |
| 12                | 3         | 55 | Carlos Sainz Jr.  | Renault     | 70   | +1 okr.       |                    |
| 13                | 4         | 10 | Pierre Gasly      | Toro Rosso  | 70   | +1 okr.       |                    |
| 14                | 4         | 31 | Esteban Ocon      | Force India | 70   | +1 okr.       |                    |
| 15                | 5         | 2  | Stoffel Vandoorne | McLaren     | 70   | +1 okr.       | [ a ]              |
| 16                | 2         | 35 | Siergiej Sirotkin | Williams    | 69   | +2 okr.       |                    |
| 17                | Bez zmian | 14 | Fernando Alonso   | McLaren     | 69   | +2 okr.       | [ a ]              |
| 18                | 1         | 18 | Lance Stroll      | Williams    | 69   | +2 okr.       |                    |
| Niesklasyfikowani |           |    |                   |             |      |               |                    |
|                   |           | 27 | Nico Hülkenberg   | Renault     | 32   | +39 okr.      | układ chłodzenia   |
|                   |           | 9  | Marcus Ericsson   | Sauber      | 20   | +51 okr.      | uszkodzenia bolidu |
| P                 | + / –     | Nr | Kierowca          | Konstruktor | Okr. | Czas / Strata | Komentarz          |

Uwagi
1. 1 2  Stoffel Vandoorne i Fernando Alonso zostali ukarani 5-sekundową karą czasową za ignorowanie niebieskich flag.

### Najszybsze okrążenie
Źródło: Wyprzedź Mnie!
| Nr | Kierowca        | Konstruktor | Czas     | Okr. |
| -- | --------------- | ----------- | -------- | ---- |
| 77 | Valtteri Bottas | Mercedes    | 1:10,540 | 65   |

### Prowadzenie w wyścigu
| Nr                              | Kierowca         | Konstruktor | Okrążenia    | Suma |
| ------------------------------- | ---------------- | ----------- | ------------ | ---- |
| 44                              | Lewis Hamilton   | Mercedes    | 1-18, 44-71  | 46   |
| 33                              | Max Verstappen   | Red Bull    | 19-35, 40-43 | 21   |
| 3                               | Daniel Ricciardo | Red Bull    | 36-39        | 4    |
| \| Wykres \| \| ------ \| \| \| |                  |             |              |      |
| Źródło: racing-reference.info   |                  |             |              |      |
| Wykres                          |                  |             |              |      |
|                                 |                  |             |              |      |

## Klasyfikacja po wyścigu

### Kierowcy
| P  | +/− | Kierowca          | Starty | Punkty | P1 | P2 | P3 | PP | NO | NS |
| -- | --- | ----------------- | ------ | ------ | -- | -- | -- | -- | -- | -- |
| 1  | 0   | Lewis Hamilton    | 20     | 383    | 10 | 3  | 3  | 10 | 3  | 1  |
| 2  | 0   | Sebastian Vettel  | 20     | 302    | 5  | 3  | 3  | 5  | 2  | 1  |
| 3  | 0   | Kimi Räikkönen    | 20     | 251    | 1  | 3  | 8  | 1  | 1  | 3  |
| 4  | 0   | Valtteri Bottas   | 20     | 237    | –  | 7  | 1  | 2  | 7  | 1  |
| 5  | 0   | Max Verstappen    | 20     | 234    | 2  | 4  | 4  | –  | 2  | 3  |
| 6  | 0   | Daniel Ricciardo  | 20     | 158    | 2  | –  | –  | 2  | 4  | 8  |
| 7  | 0   | Nico Hülkenberg   | 20     | 69     | –  | –  | –  | –  | –  | 6  |
| 8  | 0   | Sergio Pérez      | 20     | 58     | –  | –  | 1  | –  | –  | 2  |
| 9  | 0   | Kevin Magnussen   | 20     | 55     | –  | –  | –  | –  | 1  | 3  |
| 10 | 0   | Fernando Alonso   | 20     | 50     | –  | –  | –  | –  | –  | 6  |
| 11 | 0   | Esteban Ocon      | 20     | 49     | –  | –  | –  | –  | –  | 5  |
| 12 | 0   | Carlos Sainz Jr.  | 20     | 45     | –  | –  | –  | –  | –  | 2  |
| 13 | 0   | Romain Grosjean   | 20     | 35     | –  | –  | –  | –  | –  | 6  |
| 14 | +1  | Charles Leclerc   | 20     | 33     | –  | –  | –  | –  | –  | 5  |
| 15 | −1  | Pierre Gasly      | 20     | 29     | –  | –  | –  | –  | –  | 4  |
| 16 | 0   | Stoffel Vandoorne | 20     | 12     | –  | –  | –  | –  | –  | 2  |
| 17 | 0   | Marcus Ericsson   | 20     | 9      | –  | –  | –  | –  | –  | 3  |
| 18 | 0   | Lance Stroll      | 20     | 6      | –  | –  | –  | –  | –  | 2  |
| 19 | 0   | Brendon Hartley   | 20     | 4      | –  | –  | –  | –  | –  | 5  |
| 20 | 0   | Siergiej Sirotkin | 20     | 1      | –  | –  | –  | –  | –  | 3  |
| P  | +/− | Kierowca          | Starty | Punkty | P1 | P2 | P3 | PP | NO | NS |

### Konstruktorzy
| P  | +/− | Konstruktor               | Starty | Punkty   | P1 | P2 | P3 | PP | NO | NS |
| -- | --- | ------------------------- | ------ | -------- | -- | -- | -- | -- | -- | -- |
| 1  | 0   | Mercedes                  | 40     | 620      | 10 | 10 | 4  | 12 | 10 | 2  |
| 2  | 0   | Ferrari                   | 40     | 553      | 6  | 6  | 11 | 6  | 3  | 4  |
| 3  | 0   | Red Bull Racing-TAG Heuer | 40     | 392      | 4  | 4  | 4  | 2  | 6  | 11 |
| 4  | 0   | Renault                   | 40     | 114      | –  | –  | –  | –  | –  | 8  |
| 5  | 0   | Haas-Ferrari              | 40     | 90       | –  | –  | –  | –  | 1  | 9  |
| 6  | 0   | McLaren-Renault           | 40     | 62       | –  | –  | –  | –  | –  | 8  |
| 7  | 0   | Force India-Mercedes      | 40     | 48 (59†) | –  | –  | 1  | –  | –  | 7  |
| 8  | 0   | Sauber-Ferrari            | 40     | 42       | –  | –  | –  | –  | –  | 8  |
| 9  | 0   | Scuderia Toro Rosso-Honda | 40     | 33       | –  | –  | –  | –  | –  | 9  |
| 10 | 0   | Williams-Mercedes         | 40     | 7        | –  | –  | –  | –  | –  | 5  |
| P  | +/− | Konstruktor               | Starty | Punkty   | P1 | P2 | P3 | PP | NO | NS |

† – Przed Grand Prix Belgii ze względu na anulowanie dotychczasowego zgłoszenia i startowanie z nowym, zespół stracił punkty w klasyfikacji konstruktorów.